# PriMus
PriMus („Printed Music“) ist ein Notensatzprogramm der Firma Columbus Soft. Autor und Firmeninhaber ist Christof Schardt. Das Programm ist seit Ende 2007 in der Version 1 für Windows auf dem Markt. Im Frühjahr 2011 erschien PriMus für macOS.
PriMus dient dem Erstellen von Partituren und Noten in gedruckter Form mit dem PC. Via MIDI können die erstellten Dateien abgespielt und angehört werden. Alleinstellungsmerkmal ist die Möglichkeit, mehrere Musikstücke in einem Dokument anzulegen und zu bearbeiten.

## Funktionsumfang
Der Umfang der Notensatzfunktionen entspricht dem gängiger Notensatzprogramme. Die Notation von Gitarren-Tabulaturen und Perkussion sind im Funktionsumfang enthalten. Einzelstimmenauszüge können erstellt werden. Transposition der Partitur ist möglich.
Als WYSIWYG-Notensatzprogramm bietet PriMus die Möglichkeit, Dokumente mit mehr als einem Musikstück anzulegen und zu bearbeiten. Vorteil hiervon ist, die Stücke unabhängig voneinander formatieren und somit jedem Stück ein angepasstes Erscheinungsbild zuweisen zu können, d. h. andere Rastralgröße, Besetzung, Abstände, Metadaten etc.
Anwendungsbeispiele sind Liederhefte, mehrsätzige Werke, Opern, Instrumentalschulen, Theorie- und Aufgabenblätter. Durch die gleichberechtigte Behandlung von Musikstücken, Textabsätzen und Grafikelementen wird versucht, die funktionale Lücke zwischen Notensatz- und Desktop-Publishing-Programmen zu überbrücken.

Rachmaninows Prélude cis-Moll Op. 3 Nr. 2, gesetzt in PriMus

Der Export von MIDI, MusicXML und verschiedenen Grafikformaten wird unterstützt.
Außerdem verfügt PriMus über die Möglichkeit zum Export der Noten als Webseite.
PriMus liest PriMus-, MIDI-, MusicXML- und EMIL-Dateien. Bei EMIL handelt es sich um eine eigene Musik-Auszeichnungssprache, welche zur Texteingabe, aber auch für verschiedene Skripting-Aufgaben verwendet werden kann. In den Programmen Score Perfect, Capella und Guitar Pro erstellte Partituren sind direkt in PriMus importierbar. Für den Import von Finale- und Sibelius-Dateien bedarf es des Umwegs über das MusicXML-Format.
Zum Importieren gedruckter Noten können Dateien von Notenscanprogrammen wie SharpEye eingelesen werden.
PriMus ist eine deutsche Entwicklung. Es wurde bislang in die englische, dänische, niederländische, schwedische, französische und tschechische Sprache übersetzt. PriMus läuft auf Windows NT, 2000, XP, Vista, 7, 8 und 10 sowie seit Februar 2011 auch unter macOS und unter Linux mit Wine.

## Produktfamilie
Je nach Anspruch und Bedarf gibt es verschiedene Ausgaben von PriMus, die abgestufte Funktionen beinhalten:
- PriMus Publisher (ehemals lediglich als PriMus betitelt) ist die größte Version. Neben gehobenem Notensatz bietet sie Layout-Funktionen für Hefte und Arbeitsblätter, indem u. a. das Anlegen beliebig vieler Textabsätze, Grafiken und Notenabschnitte ermöglicht werden. Unterrichtsmaterial, Instrumentalschulen, Liedblätter, Musiktests oder Theorieblätter können mit dieser Version von PriMus in einem Dokument erstellt werden.
- Neben der Vollversion wird auch die abgespeckte Version PriMus Professional (ehemals PriMus Classic) vertrieben. Pro Dokument kann hier nur ein Musikstück angelegt werden (wie in den klassischen Notensatzprogrammen). Die maximale Anzahl der Notensysteme ist auf 64 begrenzt (in der Vollversion sind es 128).
- PriMus SE ist die weiter vereinfachte Version, die mit Schullizenzen ausgeliefert wird; sie wurde Mai 2011 in PriMus Standard umbenannt.
- Mit PriMus Basic steht eine Light-Version zur Verfügung.
- Die Einstiegsvariante heißt PriMus Free. Sie bietet den Grundumfang an Notensatz-Funktionalität für bis zu vier Musikinstrumente.[4] Es handelt sich hierbei um Freeware.
- Des Weiteren existiert das kostenlose Anzeigeprogramm PriMus Reader, mit dem in PriMus erstellte Dateien angezeigt, abgespielt und gedruckt werden können.

## Versionsgeschichte
| Version  | Veröffentlichung | Anmerkungen |
| -------- | ---------------- | --- |
| 1.0 7004 | 11.2007          | Erster Programm-Release für Windows. |
| 1.1 9625 | 05.2010          | Gitarrentabulaturen, Guitar-Pro-Import, Boomwhacker-Symbole und automatische Notennamen, beliebige Notenköpfe, Tremolonotation, besseres Taktstrichhandling, verbessertes Abspielen, neue Grafikelemente, neue Schnelltasten, … |
| 1.1 9985 | 01.2011          | Programm-Release für macOS (als CrossOver) |